# Pacific Park Villart
Der Pacific Park Villart (Koreanisch: 태평양 파크 빌라트) ist ein architektonischer Wohnkomplex vor dem Olympic Park Seoul und befindet sich in Bangi-dong, Songpa-gu, Seoul, Südkorea. Der 1996 erbaute Gebäudekomplex erstreckt sich über 15 Stockwerke und wird als luxuriöse Wohnanlage genutzt. Die Grundform des Hochhauses sind zwei gegeneinander stehende Quadrate, die mit einem Aufzugsturm in der Mitte verbunden sind.
Die Bauherren des Park Villart haben Hightech-Sicherheitsmaßnahmen installiert. An allen Eingängen sind für die Bewohner ausgegebene Kartenschlüssel erforderlich. Der Eingang jeder Residenz ist mit einem Schlüsselcode zugänglich.

## Idee des Architekten
Der Gebäudekomplex wurde von der südkoreanischen Architekturfirma Kunwon Architects geplant.
Der Pacific Park Villart liegt in der Nähe des Olympiaparks im Süden mit  Aussicht auf die Landschaft. Privatsphäre für Wohneinheiten in Kombination mit offenen Gemeinschaftsräumen sind ebenfalls zentrale Gestaltungsthemen.
Im Erdgeschoss befinden sich Flächen für Einzelhandelsunternehmen, während die Wohneinheiten in den darüber liegenden Etagen angeordnet sind. Das Erdgeschoss folgt in Form und Ausrichtung des Sockels dem unmittelbaren Stadtraster, alle darüber liegenden Geschosse sind im 45-Grad-Winkel versetzt. Diese Gestaltung ermöglicht mehr Privatsphäre und vielfältige Ausblicke.

## Auszeichnungen
- 1996, Koreanischer Architekturkulturpreis - Abschluss Division - Premier[9][10]
- 1997, Seouler Architekturpreis - Goldpreis[11]